# صنایع کشتی سازی شهید محلاتی
صنایع کشتی‌سازی شهید محلاتی از سال ۱۳۷۵ به منظور طراحی، ساخت، تعمیرات و بازسازی شناورهای آلومینیومی، فولادی، فایبرگلاس و سازه‌های دریایی شروع به کار کرد.